# Regossolo

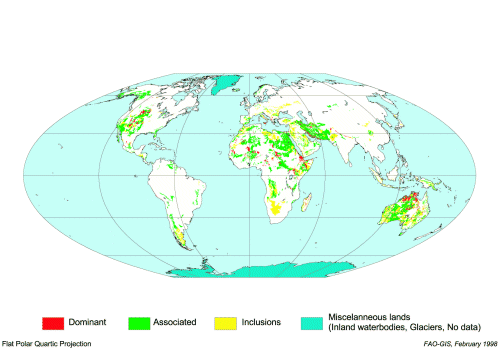
Distribuição mundial dos regossolos

Regosol (em geral aportuguesado para regossolo) é um dos grupos de solo da Base de Referência Mundial para Recursos de Solos (WRB), e do antigo sistema de classificação de solos da Organização das Nações Unidas para a Alimentação e a Agricultura (FAO), correspondente aos solos minerais não consolidados com desenvolvimento pedológico incipiente.
Os regosols cobrem extensas regiões do planeta, em especial em áreas sujeitas a forte erosão, em particular quando sujeitas a climas áridos e semi-áridos, em áreas de montanha e em regiões de vulcanismo recente. Os Regosols correlacionam-se estreitamente com classes taxonómicas de solos incipientes, tais como os Entisols da classificação norte-americana (USDA soil taxonomy) e com os solos esqueléticos da classificação australiana de solos.